# درسة صغيرة
درسة صغيرة (الاسم العلمي: Emberiza pusilla) (بالإنجليزية: Little Bunting)‏، هو طائر ينتمي إلى عنبريات (فصيلة: Emberizidae).

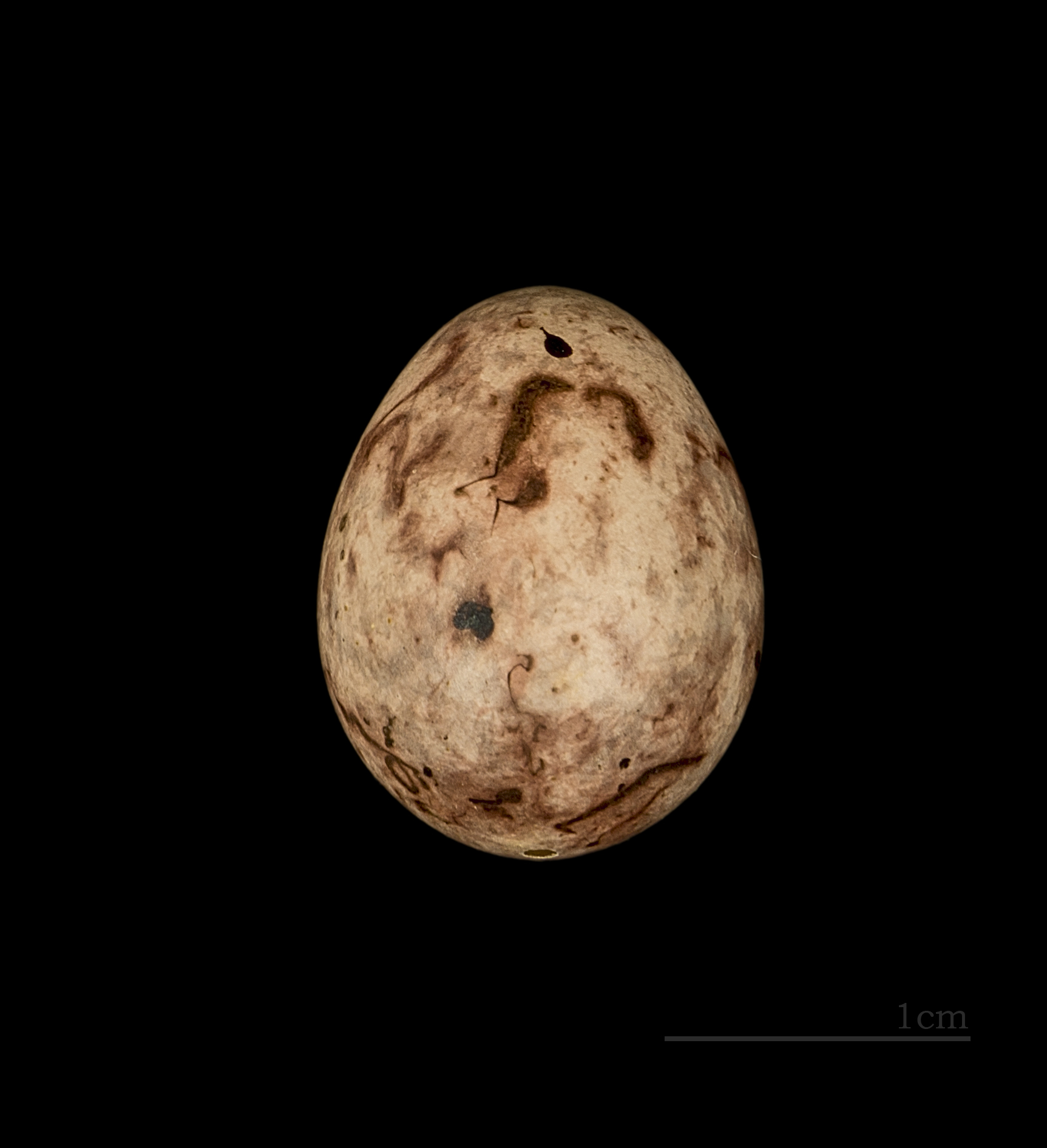
Emberiza pusilla